# Doddarayappanahalli, Dod Ballapur
Doddarayappanahalli là một làng thuộc tehsil Dod Ballapur, huyện Bangalore Rural, bang Karnataka, Ấn Độ.